# Start Without You
"Start Without You" é uma canção pela cantora britânica Alexandra Burke com participação do rapper jamaicano Laza Morgan. Gravada em 2010, foi composta por RedOne, Savan Kotecha, Julian Bunetta e Kristian Lundin, com a produção e arranjos tendo ficado sob responsabilidade do primeiro. O tema foi distribuído a partir de 3 de Setembro de 2010 como o primeiro single da edição deluxe do álbum de estreia de Burke, Overcome (2010). A recepção por parte dos críticos espcialistas em música contemporânea foi, no geral, positiva. Vários analistas musicais condecoraram a alteração na direção musical da artista. O blogue Popjustice nomeu "Start Without You" como a Canção do Dia 14 de Julho de 2010.
A nível comercial, "Start Without You" alcançou sucesso na Europa, onde alcançou as dez melhores posições nas tabelas musicais de vários países, inclusive o seu país natal Reino Unido, onde tornou-se na terceira canção da artista a atingir o primeiro posto. Este desempenho comercial no Reino Unido rendeu à canção o certificado de disco de prata pela British Phonographic Industry (BPI). Um vídeo musical realizado pelo duo Max and Dania foi filmado em Los Angeles, Califórnia, e em Londres, Inglaterra. Lançado em Agosto de 2010 no YouTube, foi também recebido com opiniões positivas. De modo a promover o single, Burke interpretou-o ao vivo por diversas ocasiões, inclusive no programa de televisão Alan Carr: Chatty Man e no evento Children in Need.

## Antecedentes e lançamento
Overcome foi lançado no Reino Unido e Irlanda em meados de Outubro de 2009, alcançando sucesso instantâneo nas tabelas musicais de ambos países e recebendo ainda o certificado de disco de platina por duas vezes em ambos territórios. Em Maio do ano seguinte, a cantora revelou, em entrevista ao portal britânico Digital Spy, ter gravado novas músicas sob a produção do artista marroquino RedOne. "RedOne e eu somos como uma família agora. Já trabalhamos em algumas das minhas músicas e estamos muito próximos," afirmou ela. Em Junho de 2010, Burke confirmou que uma destas faixas seria lançada no Reino Unido e na Irlanda como o primeiro single da edição deluxe de Overcome.
No entanto, no início de 2010, 24 das canções de Burke foram divulgadas ilegalmente na internet, como parte das quarenta canções pertencentes à editora discográfica Syco. Uma canção adicional, intitulada "Start Without You", foi também divulgada ilegalmente a 8 de Junho de 2010, um dia antes da confirmação que esta seria, na verdade, o primeiro single do relançamento de Overcome. Acerca do material divulgado ilegalmente, Burke comentou que a ação tinha sido orquestrada por "dois rapazes na Alemanha" que trabalhavam no selo discográfico. Entretanto, a vocalista não lamentou o sucedido: "É uma vergonha quando a música é colocada lá fora, quando ela não está pronta mas, no final do dia, ela cria um zumbido e quem não ama um pouco de zumbido?" Esta divulgação ilegal provocou boatos sobre esta canção marcar a possível estreia de Burke nos Estados Unidos.
"Start Without You" foi enviada pela Sony Music Entertainment às principais estações de rádio britânicas e irlandesas a partir de 31 de Agosto de 2010. A sua disponibilização para vendas ocorreu a 3 de Setembro na Irlanda e na Austrália, e dois dias depois no Reino Unido. Um extended play (EP) digital com duas remisturas produzidas por StoneBridge foi também divulgado no início de Setembro através do iTunes.

## Estrutura musical
Musicalmente, "Start Without You" é uma canção pop composta por Savan Kotecha, Julian Bunetta, Kristian Lundin e Nadir "RedOne" Khayat. A canção tem uma duração de três minutos e 33 segundos e a sua produção de ritmo acelerado, comandada por RedOne, incorpora os géneros dance-pop, R&B e reggae fusion. Todavia, em comparação aos lançamentos anteriores de Burke, "Start Without You" apresenta um ritmo mais lento, com os seus elementos chegando a ser comparados aos de uma canção de embalar. Em entrevista ao jornal britânico The Sun, Burke descreveu o tema como "uma espécie de reggae pop. Foi inspirada pela minha experiência jamaicana e o meu novo [carro] conversível. Eu realmente queria ter uma música com a qual eu poderia fazer o telhado cair, acompanhar e ficar orgulhosa. Eu realmente não quero fazer uma balada. Eu amo o verão e esta é a faixa perfeita para dançar."

## Recepção crítica
Escrevendo para o portal birtânico Digital Spy, o crítico Nick Levine atribuiu à canção quatro estrelas de um máximo de cinco, descrevendo a obra como uma canção "que consegue ser robusta e picante ao mesmo tempo, um pouco como uma galinha idiota e uma espetada de abacaxi. Ah, e quando ela grita 'Get on the dancefloor'! 45 segundos antes do final, é o suficiente para colocar K. Ro temendo pelo seu título de 'Comandante.'" Um analista musical do blogue Popjustice observou o tema como "CONFIANTE" e atribuiu a pontuação máxima de cinco estrelas, assim como um crítico do portal britânico Femalefirst, que ainda afirmou: "Combinando influências tradicionais do reggae dancehall com batidas e melodias power pop, a faixa irá certamente causar uma onda de calor de longa duração quando entrar nas rádios em Julho, e com remisturas de cortesia de Stonebridge, Alexandra colocará o país em chamas mais uma vez... e tem cimentado o seu lugar no Reino Unido como a artista feminina líder." O redator Fraser McAlpine, para o portal musical da BBC Online, sentiu que o single é "delirantemente feliz, a ponto de ser simplória, e evoca imagens instantâneas de calor e liberdade radiante em todos que a ouvem." McAlpine também apontou a sábia decisão da editora discográfica de Burke de lançá-lo no final do verão, com os fãs ansiando por mais da temporada de férias e esperando até o Natal.

## Vídeo musical
As gravações para o vídeo musical para "Start Without You" havia originalmente sido agendada para Junho de 2010 em Los Angeles, Califórnia. Porém, acabou sendo filmado em Julho na cidade de Londres, Inglaterra, sob realização artística de Max and Dania. Não obstante, algumas cenas foram filmadas em Los Angeles e, mais tarde, anexadas à versão final do teledisco. Os trajes de Burke consistem em uma peça de renda reveladora, semelhante à usada na sua apresentação no programa Alan Carr: Chatty Man. Segundo a cantora, embora ela quisesse "sair da minha caixa," a sua tia achou a indumentária reveladora demais e o seu pai não aprovava que ela saísse à rua nele.
O vídeo musical estreou no Youtube a 19 de Agosto de 2010 e foi, no geral, recebido com opiniões positivas por parte dos críticos musicais. O jornalista Ryan Love, na sua análise para o Digital Spy, notou que o orçamento para o teledisco deve ter sido muito apertado, e que os homens semi-nus a fazerem ginástica trouxe um novo significado à palavra "camptastic." Porém, apontou que. mesmo assim, prefere o vídeo musical de "Bad Boys" (2008). Um redator do blogue Popjustice sentiu que, "de alguma forma, [o vídeo] consegue ir além das ideias tradicionais do bom e do mau, e existe em um plano diferente no qual os conceitos de positivo e negativo não existem mais." Além disso, descreveu a obra como "assombrosa" e "um artefacto definidor da era da cultura pop." Um repórter do blogue That Grape Juice, no entanto, criticou o teledisco por "não necessariamente capturar a essência da música tão bem quanto poderia."

## Promoção e divulgação
De modo a promover o tema, Burke interpretou-o em diversos festivais de verão em 2010, incluindo o T4 on the Beach, o Summertime Ball da estação de rádio FM 95.8 Capital FM e o Festival de Música Midlands. A 15 de Agosto de 2010, a cantora foi entrevistada e ainda cantou a música no Alan Carr: Chatty Man. A 20 de Agosto, fez uma aparição no programa de televisão Magic Numbers para cantar a música. Burke também interpretou a canção no concerto Help for Heroes a 12 de Setembro no Estádio Twickenham, e no evento de caridade Children in Need a 19 de Novembro.

## Alinhamento de faixas e formatos
| - Download digital / CD single 1. "Start Without You" — 3:33 - EP digital de remisturas — iTunes 1. "Start Without You" — 3:33 2. "Start Without You" (Stonebridge Radio Edit) — 3:00 3. "Start Without You" (Stonebridge Club Mix) — 7:04 4. "Start Without You" (Stonebridge Clubstrumental) — 7:04 5. "Start Without You" (Stonebridge Smokin Dub) — 6:11 6. "Start Without You" (Extended Club Mix) — 6:03 | - EP digital de remisturas — Amazon 1. "Start Without You" (Stonebridge Radio Edit) — 3:00 2. "Start Without You" (Extended Club Mix) — 6:03 3. "Start Without You" (Stonebridge Club Mix) — 7:04 4. "Start Without You" (Stonebridge Clubstrumental) — 7:04 5. "Start Without You" (Stonebridge Smokin Dub) — 6:11 | - Extended play digital / CD single 1. "Start Without You" com participação de Laza Morgan) — 3:33 2. "Start Without You" (Stonebridge Club Mix) — 7:04 - Extended play digital — Reino Unido e Irlanda 1. "Start Without You" — 3:33 2. "Start Without You" (Stonebridge Club Mix) — 7:04 3. "Start Without You" (Stonebridge Smokin Dub') — 6:11 |

## Créditos
Os créditos seguintes foram adaptados do encarte da edição deluxe do álbum Overcome (2010) e do CD single de "Start Without You" (2010):
- Julian Bunetta — composição
- Kristian Lundin — composição
- Nadir "RedOne" Khayat — composição, produção e arranjos, edição vocal, programação, instrumentação, gravação, engenharia acústica
- Savan Kotecha — composição
- Phil Tan — mistura
- Trevor Muzzy — edição vocal, gravação, engenharia acústica
- StoneBridge — teclado, produção e arranjos adicionais, remistura

## Desempenho nas tabelas musicais
Na Irlanda, de acordo com o publicado pela Irish Recorded Music Association (IRMA) a 10 de Setembro de 2010, "Start Without You" estreou no número cinco da tabela de canções, marcando o quinto êxito consecutivo de Burke a alcançar o seu pico dentro das dez melhores posições daquela tabela. No Reino Unido, segundo o revelado pela Official Charts Company (OCC) a 12 de Setembro de 2010, o single estreou no primeiro posto da tabela de canções, removendo "Please Don't Let Me Go," single de estreia de Olly Murs, da liderança; Murs havia vencido o The X Factor semanas antes. Assim, "Start Without You" marcou a terceira vez que a cantora alcançava o primeiro posto da tabela de canções do seu país natal. Na semana seguinte, embora tenha permanecido no número um daquele país, a canção vendeu 53 123 unidades, o menor índice de vendas semanal para um single número um em quinze semanas, de acordo com a revista britânica Music Week. Não obstante, a canção terminou o ano como uma das noventa com melhor desempenho comercial e recebeu o certificado de disco de prata pela British Phonographic Industry após ultrapassar as duzentas mil unidades comercializadas.
O tema alcançou desempenho comercial moderado em outros países da Europa, incluindo a Polónia, o território belga de Flandres, a República Checa, a Eslováquia e os Países Baixos. Na Ásia, conseguiu alcançar as cinquenta melhores posições na tabela de canções internacionais da Coreia da Sul.

### Posições
| País — Tabela musical (2010)                               | Posição de pico |
| ---------------------------------------------------------- | --------------- |
| Escócia — Singles Sales Top 100 (OCC)                      | 1               |
| Reino Unido — Top 100 Singles (OCC)                        | 1               |
| Polónia — Video Chart (ZPAV)                               | 2               |
| Polónia — Polish Airplay New (ZPAV)                        | 4               |
| Irlanda — Singles Top 50 (IRMA)                            | 5               |
| Europa — Hot 100 (Billboard)                               | 7               |
| Bélgica (Flandres) — Top 50 Singles (Ultratop)             | 10              |
| Coreia do Sul — Digital International Chart (Circle Chart) | 46              |
| República Checa — Rádio Top 100 (FIIF)                     | 61              |
| Eslováquia — Rádio Top 100 (FIIF)                          | 62              |
| Países Baixos — Single Top 100 (MegaCharts)                | 77              |

| País — Tabela musical (2010)        | Posição |
| ----------------------------------- | ------- |
| Reino Unido — Singles Top 100 (OCC) | 82      |

| Região — Associação (Vendas) | Certificação |
| ---------------------------- | ------------ |
| Reino Unido — BPI (200 000)  | Prata        |

## Histórico de lançamento
| Região      | Data                  | Versão                      | Distribuidora            |
| ----------- | --------------------- | --------------------------- | ------------------------ |
| Austrália   | 3 de Setembro de 2010 | Download digital            | Sony Music Entertainment |
| Irlanda     | 3 de Setembro de 2010 | Download digital, CD single | Sony Music Entertainment |
| Reino Unido | 5 de Setembro de 2010 | Download digital            | Syco Music               |
| Reino Unido | 6 de Setembro de 2010 | CD single                   | Syco Music               |